# 어른연습생
어른연습생(Adult Trainee)은 유해찬, 정형근 감독이 연출하고 류의현, 미연, 조유정, 려운, 권영은, 김민기가 주연으로 출연한 대한민국의 웹 시리즈이다. 이 시리즈는 Z세대의 핑크코미디를 그린다. 이번 여러 파트의 시리즈는 11월 12일 '재민'을 시작으로 2021년 11월 19일 '유라', 2021년 11월 26일 '나은' 편을 티빙에서 공개했다.

## 출연

### 주연
- 류의현 - 서재민 역
- 미연 - 방예경 역
- 조유정 - 유라 역
- 려운 - 남호 역
- 권영은 - 손나은 역
- 김민기 (2002년) - 최강준 역

### 조연
- 강이석 - 김성재 역
- 이찬형 - 송이준 역
- 장성윤 - 송혜빈 역
- 박세현 - 강다현 역
- 조성준 - 진범 역

### 특별 출연
- 이선희 (배우) - 나은의 어머니 역
- 이휘원
- 송채윤
- 김한종
- 유지연